# سارنمائا
سارنمائا (به لاتین: Saarenmaa) یک منطقهٔ مسکونی در فنلاند است که در یووسکوله واقع شده‌است.